# Habib Essid
Habib Essid (tiếng Ả Rập Tunisia: حبيب الصيد; sinh ngày 1 tháng 6 năm 1949) là chính trị gia Tunisia, giữ chức Thủ tướng Tunisia từ ngày 6 tháng 2 năm 2015. Ông là thủ tướng đầu tiên được bổ nhiệm sau khi Hiến pháp mới được thông qua và ông được xem là thủ tướng đầu tiên của Cộng hòa Tunisia thứ hai. Trước đây ông từng là Bộ trưởng Bộ Nội vụ trong năm 2011.